# Kofi Dsane-Selby
Kofi Dsane-Selby (* 24. Juli 1931; † 18. Juli 2017 in Accra) war ein ghanaischer Diplomat.

## Leben
Von 1961 bis 1963 war Dsane-Selby als Arzt im Komfo Anokye Teaching Hospital in Kumasi beschäftigt. Von 1962 bis 2001 war er niedergelassener Arzt in Kumasi. Zwischen 1983 und 2001 war er Belegarzt im Bimpeh Hill Hospital in Kumasi. Von 1966 bis 1969 war er Präsident des Ghana National Cultural Centre und Leiter der staatlichen Pharmaceutical Corporation of Ghana. Zudem war er von 1966 bis 1969 und von 1978 bis 1982 Stadtrat in Kumasi.
Von 1969 bis 1972 war Dsane-Selby Botschafter in Paris (Frankreich) und zeitgleich in Madrid akkreditiert. Er war Vertreter Ghanas bei der World Medical Association:
1976 in São Paulo, Brasilien, 1977 in Dublin, Irland, 1978 in Manila, Philippinen und 1979 in Caracas, Venezuela.
Von 1979 bis 1981 war er erster Schatzmeister der Confederation of African Medical Associations and Societies (CASMA).
Von 1981 bis 1984 war Dsane-Selby Präsident der ghanaischen Ärztekammer. 1983 war er Vertreter Ghanas bei der Commonwealth Medical Association in Trinidad und Tobago.
Zwischen November 2001 und Januar 2006 war er Botschafter in Rom bei den Regierungen von Italien, Zagreb (Kroatien), Athen (Griechenland), Ljubljana (Slowenien), Ankara (Türkei) sowie als Ständiger Vertreter Ghanas bei den römischen UN-Agenturen Welternährungsprogramm der Vereinten Nationen und Internationaler Fonds für landwirtschaftliche Entwicklung akkreditiert.